# Megaselia sordescens
Megaselia sordescens är en tvåvingeart som beskrevs av Schmitz 1927. Megaselia sordescens ingår i släktet Megaselia och familjen puckelflugor. Inga underarter finns listade i Catalogue of Life.